# フィル・ジョーンズ (気候学者)

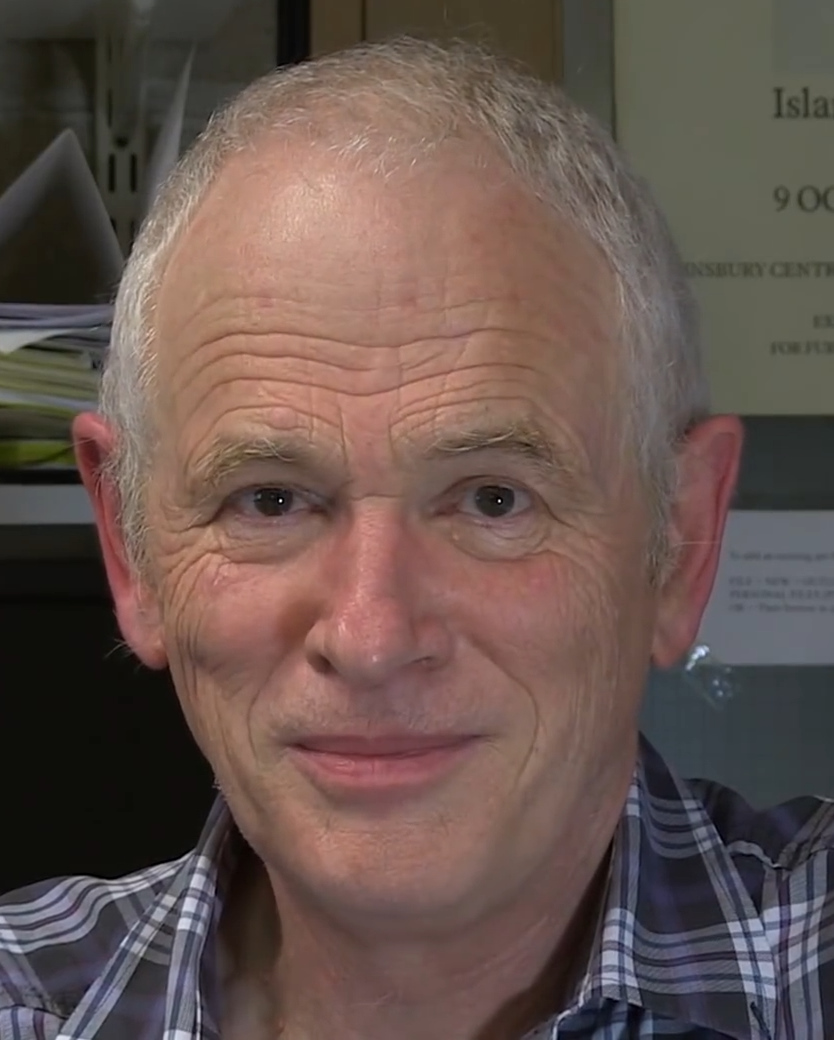

フィル・ジョーンズ（Philip D. Jones、1952年 - ）はイギリスの気候学者。イースト・アングリア大学環境学部教授。ランカスター大学で環境学の学位を取得し、ニューカッスル大学で理学修士および博士号を取得した。研究者としてのキャリアのすべてをイースト・アングリア大学の気候研究ユニットで費やしている。
おもな研究内容は気候変動の計器計測、古気候学、気候変動の検出、イギリスの河川流量である。また、過去1000年の気温記録に関する論文も発表している。
計器による気温記録を長期間にわたって蓄積、分析している。この研究は気候変動に関する政府間パネルによる評価報告書でも2001年と2007年の2度に渡って大きく取り入れられており、第3次評価報告書第12章「気候変化の検出と要因の特定」の執筆陣であり、第4次評価報告書第3章「観測結果: 地表面及び大気中の気候変化」の統括執筆責任者を務めた。

## メール流出事件
ジョーンズは1998年から2004年までは Jean Palutikof と共同で気候研究ユニット（以下 CRU）の長にあり、2004年以降は単独で同職を務めていた。何者かによって盗み出された電子メールを公開されるという CRU メール流出事件の発生を受け、2009年11月でこの職掌から離れている。庶民院の科学技術委員会の調査チームは、ジョーンズに釈明を求める必要のある問題はないと結論し、旧職に復すべきとした。2010年7月、CRU の長として新設された研究監督 (Director of Research) として CRU に復帰した。これは、ミューア・ラッセルによる追加調査においてジョーンズの「科学者としての正直さと正確さ」について過失がないことが認められる一方で、CRU の科学者が情報公開法の「開示精神」を欠くことが指摘されたことを受けてのものである。大学当局は、この人事は懲戒的なものではなく、ジョーンズが研究に専念できるようにするとともに「管理者としての責任を減免するため」であるとしている。

## 受賞履歴
- 被引用頻出研究者（Institute for Scientific Information 社調べ）[11]。
- 2002年に European Geophysical Society よりハンス・オシュガー・メダルを受賞[1]。
- 2001年に、Royal Meteorological Society より 過去5年間に発表した論文に対して International Journal of Climatology 賞を受賞[12]。
- Outstanding Scientific Paper Award by the Environmental Research Laboratories / NOAA for being a coauthor on the paper "A search for Human Influences on the Thermal Structure of the Atmosphere," by Ben Santer et al. in Nature, 382, 39–46 (1996).

## 代表的な研究
- Jones, P. D.; Mann, M. E. (2004), “Climate over past millennia”, Reviews of Geophysics 42 (RG2002):  42, Bibcode: 2004RvGeo..42.2002J, doi:10.1029/2003RG000143
- Mann, Michael E.; Jones, Philip D. (2003), “Global Surface Temperatures over the Past Two Millennia”, Geophysical Research Letters 30 (15):  CLM 5–1~5–4, Bibcode: 2003GeoRL..30oCLM5M, doi:10.1029/2003GL017814
- Jones, P. D.; Moberg, A. (2003), “Hemispheric and Large-Scale Surface Air Temperature Variations: An Extensive Revision and an Update to 2001”, Journal of Climate 16 (2):  206–223, doi:10.1175/1520-0442(2003)016<0206:HALSSA>2.0.CO;2
- Jones, P. D.; Osborn, T.J.; Briffa, K.R. (2003), “Estimating Sampling Errors in Large-Scale Temperature Averages”, Journal of Climate 10 (10):  2548–2568, doi:10.1175/1520-0442(1997)010<2548:ESEILS>2.0.CO;2